# Marta Grzybowska
Marta Alicja Grzybowska (ur. w Przemyślu) – polska prawniczka i politolożka.
Absolwentka Wydziału Prawa Uniwersytetu Jagiellońskiego, doktorat obroniła w Instytucie Nauk Politycznych UJ pod opieką prof. dr. hab. Marka Sobolewskiego. Ukończyła także Podyplomowe Studium Bankowości Akademii Ekonomicznej w Krakowie, jak również aplikację radcowską i prokuratorską. Stopień doktora habilitowanego uzyskała w 2004 r. na podstawie pracy pt. Decentralizacja i samorząd w II Rzeczypospolitej (aspekty ustrojowo-polityczne).
Jej zainteresowania koncentrują się wokół dziejów myśli politycznej II Rzeczypospolitej i instytucjach administracji.
W latach 1993–1999 radca prawny w Urzędzie Miasta Krakowa. Od 1999 adiunkt w Instytucie Spraw Publicznych Wydziału Zarządzania i Komunikacji Społecznej UJ, a następnie profesor nadzwyczajny na Wydziale Prawa, Administracji i Stosunków Międzynarodowych Krakowskiej Akademii im. Andrzeja Frycza Modrzewskiego.
Żona profesora Mariana Grzybowskiego.

## Publikacje
- Kapitał i praca w myśli politycznej polskiej prawicy politycznej (szkice o programach ugrupowań narodowych II Rzeczypospolitej w latach 1926–1939), Kraków 2004.
- Decentralizacja i samorząd w II Rzeczypospolitej (aspekty ustrojowo-polityczne), Kraków 2003.
- Adam Skwarczyński jako ideolog obozu sanacji: koncepcje publiczno-ustrojowe, Kraków 1997[3].